# Visselhövede
Visselhövede è una città di 10.392 abitanti della Bassa Sassonia, in Germania.
Appartiene al circondario (Landkreis) di Rotenburg (Wümme) (targa ROW).
Oltre a Visselhövede, il capoluogo, il territorio comunale comprende le frazioni di Bleckwedel, Buchholz, Dreeßel, Drögenbostel, Hiddingen, Jeddingen, Kettenburg, Lüdingen, Nindorf, Ottingen, Rosebruch, Schwitschen, Wehnsen e Wittorf.